# Штајнхеринг
Штајнхеринг (њем. Steinhöring) општина је у њемачкој савезној држави Баварска. Једно је од 21 општинског средишта округа Еберсберг. Према процјени из 2010. у општини је живјело 3.906 становника. Посједује регионалну шифру (AGS) 9175137.

## Географски и демографски подаци
Штајнхеринг се налази у савезној држави Баварска у округу Еберсберг. Општина се налази на надморској висини од 519 метара. Површина општине износи 36,3 km². У самом мјесту је, према процјени из 2010. године, живјело 3.906 становника. Просјечна густина становништва износи 108 становника/km².